# Municipio de Whitehead
El municipio de Whitehead (en inglés: Whitehead Township) es un municipio ubicado en el  condado de Alleghany en el estado estadounidense de Carolina del Norte. En el año 2010 tenía una población de 1.060 habitantes.

## Geografía
El municipio de Whitehead se encuentra ubicado en las coordenadas 36°27′24.47″N 81°7′56.31″O / 36.4567972, -81.1323083.